# Deze kleine wereld
Deze kleine wereld (dt. Diese kleine Welt) ist ein niederländischer Dokumentar-Kurzfilm von Charles Huguenot van der Linden aus dem Jahr 1972. Der von ihm und seiner Frau Martina Huguenot van der Linden produzierte Film wurde bei den 45th Academy Awards 1973  mit einem Oscar ausgezeichnet.

## Inhalt
Thema des Films ist die Beschäftigung mit altem Spielzeug, das Bestandteil verschiedener niederländischer Sammlungen ist, aus denen einzelne Stücke vorgestellt werden. Der Film versucht, „diese kleine Welt“ zum Leben zu erwecken. Spielzeug stellt stets einen Teil der Welt dar, in deren Zeit es entstanden ist, und spiegelt so auch die Vergangenheit wider. Nicht wenige der individuellen Stücke zeigen den Humor, die Unbefangenheit und den Einfallsreichtum der Handwerker, die sie anfertigten.

## Produktion
Der Film wurde von Charles Huguenot van der Linden Productions erstellt und von RNtv vertrieben. Deze kleine wereld befindet sich im NFF Filmarchiv. Der englische Titel lautet This Tiny World.

## Auszeichnung
Oscarverleihung 1973: Ausgezeichnet in der Kategorie „Bester Dokumentar-Kurzfilm“